# Hyundai Eon
La Hyundai Eon, chiamata anche o Hyundai Atos Eon, è una autovettura di segmento A prodotta dalla
casa automobilistica sud coreana Hyundai Motor Company dal 2011 al 2019.

## Descrizione
È stato lanciato per la prima volta il 13 ottobre 2011 in India, per essere venduta nei paesi in via di sviluppo del sud est asiatico e del Sudamerica.
L'Eon è stata prodotto in India nello stabilimento di Hyundai Chennai per i mercati nazionali ed esteri come city car entry level dell'azienda, posizionandosi sotto la Hyundai i10 e la Hyundai Atos.
L'Eon è stata progettata congiuntamente tra i centri di ricerca e sviluppo Hyundai di Namyang in Corea del Sud e Hyderabad in India. La vettura era  alimentata da un motore a benzina a tre cilindri da 814 cc che erogava una potenza di 56 CV e una coppia 75 Nm. 
Nel gennaio 2012, è stata introdotta una variante a doppia alimentazione GPL. Questa versione era dotata di un serbatoio toroidale aggiuntivo da 34 litri per il GPL.
Nel maggio 2014 venne introdotta una nuova motorizzazione a tre cilindri denominato Kappa II da 1,0 litri, derivato da quello della Hyundai i10 europea e della Kia Picanto. Il motore generava una potenza di 69 CV a 6200 giri/min e una coppia massima di 94 Nm a 3500 giri/min.
Nell'aprile 2017, la Hyundai Asia Resources Incorporated (HARI) ha aperto un nuovo stabilimento chiamato Hyundai Assembly Center (HAC) a Santa Rosa, per soddisfare la crescente domanda dell'Eon nelle Filippine. L'impianto produce anche la Hyundai H350.